# Karl Bötticher
Karl Gottlieb Wilhelm Bötticher (Nordhausen, 29 maggio 1806 – Berlino, 19 giugno 1889) è stato un archeologo e architetto tedesco.

## Biografia
Nacque a Nordhausen, studiò presso l'Accademia di Architettura di Berlino, in seguito fu nominato istruttore presso la Scuola di Design dell'Istituto Industriale. Nel 1844 fu nominato professore di architettonica presso l'Accademia di Architettura.
Nel 1853 conseguì il dottorato presso l'Università di Greifswald, e successivamente lavorò come docente presso l'Università di Berlino (fino al 1862). Nel 1868 fu nominato direttore del dipartimento di scultura presso il Museo di Berlino.

## Opere
La sua opera principale è intitolata Tektonik der Hellenen (1844-52), che si basa sull'architettura dell'antica greca.
Altre sue opere principali sono:
- Holzarchitektur des Mittelalters (1835-41).
- Das grab des Dionysos. An der marmorbasis zu Dresden, (1858).
- Der Omphalos des Zeus zu Delphi, (1859)
- Bericht über die Untersuchungen auf der Akropolis in Athen (1863).
- Der Zophoros am Parthenon (1875).[2]
- Die Thymele der Athena Nike auf der Akropolis von Athen (1880).